# كريس ماكليستر
كريس ماكليستر هو لاعب هوكي الجليد كندي، ولد في 16 يونيو 1975 في ساسكاتون في كندا.

## وصلات خارجية
- كريس ماكليستر على موقع دوري الهوكي الوطني (الإنجليزية)
- كريس ماكليستر على موقع قاعة مشاهير الهوكي (لاعب أن.إتش.أل) (الإنجليزية)
- كريس ماكليستر على موقع EliteProspects.com (الإنجليزية)
- كريس ماكليستر على موقع HockeyDB.com (الإنجليزية)
- كريس ماكليستر على موقع Hockey-Reference.com (الإنجليزية)